# Mondovì csata
A mondovì csata 1796. április 21-én zajlott le a Napoléon Bonaparte által vezetett francia hadsereg  és a Szárd-Piemonti Királyság haderői között, az első koalíció háborúja során. A franciák nyerték meg az ütközetet, és nyomban ellenfelükre kényszerítettek egy, a győztes számára előnyös békeszerződést.

## A hadjárat
Ez volt az utolsó csata a Montenotte-hadjáratban, amelyben Bonaparte tábornok itáliai hadserege (Armée d’Italie) felvette a harcot Michelangelo Alessandro Colli-Marchi 21 000 fős szárd–piemonti hadseregével és a segítségükre érkezett Johann Peter von Beaulieu 28 000 fős osztrák hadseregével.

### Hadműveletek
A kezdeti csatákban Bonaparte a montenottei csatában szétverte Beaulieu tábornok hadseregét, majd a szárd–piemonti haderő ellen fordult. Colli tábornok szívós utóvédharcokban szállt szembe a franciákkal, így az április 16-i cevai csatában is, de azok könyörtelenül űzték nyugatnak, Cuneo erődje és Piemont síkságai felé. Április 18-án Colli tábornok sikeresen kezdte védeni a Corsaglia folyó vonalát San Michele Mondovìnál, de Bonaparte haderői Sérurier, Pierre Augereau, és André Masséna vezetésével április 21-én visszaverték korábbi helyzetébe.

### Erők

#### Az itáliai francia hadsereg(Armée d’Italie)
Főparancsnok: Bonaparte Napóleon (42 717 a csatamezőn, 64 356 összesen)
- André Masséna hadteste:
  - Hadosztály: Amédée Laharpe (11 075)
    - Dandár: Jean Pijon
    - Dandár: Jean Ménard
    - Dandár: Jean Cervoni[2]

  - Hadosztály: Jean Meynier (5428)
    - Dandár: Elzéard Dommartin
    - Dandár: Barthélemy Joubert
- A támadásban részt vevő egységek:
  - Hadosztály: Pierre Augereau (7908)
    - Dandár: Martial Beyrand
    - Dandár: Claude Victor[3]
    - Dandár: Pierre Banel

  - Hadosztály: Jean Sérurier (6938)
    - Dandár: Jean Guieu[4]
    - Dandár: Louis Pelletier

  - Hadosztály: François Macquard (3690)
    - Dandár: Jean David
    - Dandár: Claude Dallemagne

  - Hadosztály: Pierre Garnier (3136)
    - Dandár: Jean Davin
    - Dandár: Guilin Bizanet
    - Dandár: Joseph Colomb
    - Dandár: Pierre Verne[5]

  - Lovasság: Henri Stengel
    - Hadosztály: Henri Stengel (2542)
    - Hadosztály: Charles Kilmaine (2000)

  - Partvédő hadosztály:(21 639)

#### Az osztrák – szárd–piemonti koalíciós haderő
Főparancsnok: Johann Peter von Beaulieu táborszernagy (49 000)
- Osztrák hadsereg: Johann P. Beaulieu táborszernagy(28 000 osztrák és nápolyi)
  - Jobbszárny: Eugène Argenteau altábornagy
    - Dandár: Anton Lipthay de Kisfalud vezérőrnagy (4 gyalogos zászlóalj)
    - Dandár: Mathias Rukavina vezérőrnagy (4 gyalogos zászlóalj)
    - Dandár: Philipp Pittoni vezérőrnagy (7 gyalogos zászlóalj)[6]
    - Dandár: Karl Salisch ezredes (5 gyalogos zászlóalj, 2 lovasszázad)

  - Bal szárny: Karl Philipp von Sebottendorf
    - Dandár: Wilhelm Kerpen vezérőrnagy (5 gyalogos zászlóalj)
    - Dandár: Franz Nicoletti vezérőrnagy (6 gyalogos zászlóalj)
    - Dandár: Gerhard Rosselmini vezérőrnagy (4 gyalogos zászlóalj)
    - Lovasdandár: Anton Schübirz vezérőrnagy (18 lovasszázad)
    - Nápolyi Királyság Lovasdandár: di Cuto herceg (13 lovasszázad)[7]
- Szárd–piemonti hadsereg: Michelangelo Alessandro Colli-Marchini altábornagy (17 000 szárd–piemonti és 4 000 osztrák)[8]
  - Hadosztály: Ismeretlen összetételű
    - Osztrák dandár: Giovanni di Provera altábornagy
    - Szárd–piemonti dandár: Brempt, Giuseppe Vital, Jean Dichat[9]

## A csata
Bonaparte lovassági parancsnoka, Henri Stengel halálos sebet kapott az üldözésben. A franciák mielőtt megtámadták volna Colli seregét, új pozíciót vettek fel az Ellero folyó közelében Mondovì város mindkét oldalán. Sérurier és Masséna kapta a legfontosabb feladatot, Augereau erőit Bonaparte tábornok tartalékban hagyta arra az esetre, ha a Beaulieu hadserege beavatkozna. Amédée Laharpe hadosztálya képezte a hátvédet.
Sérurier úgy alakította újoncokból álló három nehéz hadoszlopát, hogy a tapasztaltabb katonáival biztosította őket a harcban. Azután ő maga vette át a centrumban a fő támadó erők irányítását a szárd–piemontiak ellen, Masséna katonái követték. A kezdeti előrenyomulás nehezen indult,  de a szárd–piemontiaknak hamarosan  ki kellett térniük a heves támadás elől, és a franciák betörtek a városba. Colli tábornok kénytelen volt elrendelni a visszavonulást.

## Következmények
Április 22-én, Bonaparte tábornok éhes és rongyos katonái kifosztották Mondovì jól felszerelt fegyvertárát. Ekkor a francia tábornok erőteljes támadást rendelt el a szárd–piemonti hadsereg szétverésére. Április 23-án este Colli fegyverszünetet kért és április 28-án a szárd–piemonti kormány aláírta a cherascói fegyverszünetet, ami a Szárd–Piemonti Királyságot kiütötte az első koalícióból. A csata veszteség mérlege: Bonaparte 17 500 emberéből 600 halott és sebesült, a piemontiak vesztesége 8 ágyú és 1600 halott vagy sebesült, 13 000 hadifogoly.

## Fordítás
- Ez a szócikk részben vagy egészben  a   Battle of Mondovì című angol Wikipédia-szócikk fordításán alapul.  Az eredeti cikk szerkesztőit annak laptörténete sorolja fel. Ez a jelzés csupán a megfogalmazás eredetét és a szerzői jogokat jelzi, nem szolgál a cikkben szereplő információk forrásmegjelöléseként.